# Valentin Trifescu
Valentin Trifescu (Valentin Trifesco) (Brád, 1986. június 14. –) román történész és művészettörténész.

## Tanulmányai
2008-ban államvizsgázott a kolozsvári Babeș–Bolyai Tudományegyetem történelem–művészettörténet szakán. A Babeş-Bolyai Tudományegyetemen és a Strasbourg-i Egyetemen doktorált 2013-ban a történelemtudomány szakterületén Nicolae Sabău és Jean-Noël Grandhomme irányításával. 2014-től a jászvásári Universitatea Alexandru Ioan Cuza Egyetemen végez posztdoktorális tanulmányokat Andrei Corbea-Hoișie vezetésével. 2015-től a Sapientia Egyetem csíkszeredai karán és a kolozsvári Képzőművészeti Akadémián tanít.

## Művei

### Kötetei
- Valentin Trifescu, Bisericile cneziale din Ribița și Crișcior (începutul secolului al XV-lea), Cluj-Napoca, Editura Eikon, 2010. ISBN 9789737573131
- Valentin Trifescu, Geografii artistice și regionalism în istoriografia de artă din Alsacia, Cluj-Napoca, Presa Universitară Clujeană, 2016. ISBN 978-606-37-0010-1
- Valentin Trifescu, Artă națională și specific regional în istoriografia de artă din perioada interbelică. Studii despre Coriolan Petranu, Aurel Cosma și Henri Focillon. Prefață de Ștefania Custură. GlobeEdit kk., Saarbrücken, 2017. ISBN 978-620-2-48698-9
- Valentin Trifescu, François Bréda, Copiile Copilului. Editura Școala Ardeleană, Cluj-Napoca, 2018. ISBN 978-606-797-223-8

### Tematikus tanulmánykötet-összeállításai
- Confluențe și particularități europene. Coord. Valentin Trifescu, Editura Eikon, Cluj-Napoca, 2010, 238 p. ISBN 9789737573513
- Austrian Influences and Regional Identities in Transylvania. Edited by François Bréda, Valentin Trifesco, Luminița Ignat-Coman, Giordano Altarozzi, Editura AB-ART – Grenzenlose Literatur, Bratislava – Frauenkirchen, 2012 , 286 p. ISBN 9788080871192
- Geografii identitare – identități culturale. Coord. Pavel Pușcaș, Valentin Trifescu, Simion Molnar, Vali Ilyes, Presa Universitară Clujeană, Cluj-Napoca, 2014, 218 p. ISBN 9789735956240
- Tradiție, identitate, simbol. Profesorului Cornel Tatai-Baltă la 70 de ani. Coord. Valentin Trifescu, Gabriela Rus, Daniel Sabău, Editura Mega, Cluj-Napoca, 2014, 468 p. ISBN 9786065434578
- Text și discurs religios, vol. VI. Editori Alexandru Gafton, Sorin Guia, I. Milică, A. Chirilă, B. Țâra, V. Trifescu, Editura Universității „Alexandru Ioan Cuza”, Iași, 2014.
- Arhetipuri şi tipologii culturale. Coord. Valentin Trifescu, Vali Ilyes, François Bréda, Presa Universitară Clujeană, Cluj-Napoca, 2016. ISBN 978-606-37-0092-7 (románul) (magyarul) (franciául) (angolul) (olaszul)
- Metamorfoze ale identităţii de margine. Volum dedicat lui François Bréda. Coord. Valentin Trifescu, Lóránd Boros, Vali Ilyes, Anca Elisabeta Tatay, Ana-Magdalena Petraru, Georgiana Medrea Estienne. Presa Universitară Clujeană, Cluj-Napoca, 2016. ISBN 978-606-37-0093-4 (románul) (magyarul) (franciául) (angolul) (olaszul)
- Deva și împrejurimile sale în istorie și în literatură. Coordonatori : Valentin Trifescu, Vali Ilyes, François Bréda. Editura Eikon – Editura Școala Ardeleană, Cluj-Napoca, 2017. ISBN 978-606-711-759-2 ; ISBN 978-606-797-205-4 (románul) (franciául) (angolul)

### Megjelent szaktanulmányai
- Le campanilisme dans l’histoire de l’art. Hans Haug et sa conception de l’art alsacien. In : Perspectives contemporaines sur le monde médiéval, I, Pitești, 2009, pp. 413– 419. (franciául)
- Bănățenismul în istoriografia de artă. Cazul lui Aurel Cosma (1901-1983). In : Studia Universitatis Babeș-Bolyai. Historia Artium, LVI, 1, Cluj, 2011, pp. 109–120. (románul)
- Espace et identité régionale dans l’œuvre de Károly Kós. Une première approche. In : Language and Literature. European Landmarks of Identity, VIII, Pitești, 2011, pp. 409–413. (franciául)
- Ion Chinezu et le transylvanisme. Une première approche. In : Austrian Influences and Regional Identities in Transylvania. Edited by François Bréda, Valentin Trifesco, Luminița Ignat-Coman, Giordano Altarozzi, Editura AB-ART –Grenzenlose Literatur, Bratislava – Frauenkirchen, 2012, pp. 159–167. (franciául)
- L’anniversaire des 300 ans d’administration française de l’Alsace (1648-1948) et le message régionaliste de l’historien d’art et muséographe strasbourgeois Hans Haug. In : Romanian Review of Political Sciences and International Relations, X, 1, București, 2013, pp. 155–165. (franciául)
- L’invention d’un monument. La cathédrale de Strasbourg : symbole national – symbole regional. In : Romanian Review of Political Sciences and International Relations, X, 2, București, 2013, pp. 165–176. (franciául)
- Écrire l’histoire de l’art pendant la guerre. Les églises en bois des Roumains de Transylvanie dans l’historiographie hongroise de 1940. In : Text și Discurs Religios, V, Iași, 2013, pp. 207–223. (franciául)
- The Discovery of Alsatian Space in the Regionalist Art Historiography of the First Half of the 20th Century. In :  Acta Universitatis Sapientiae. Philologica, V, 2, Cluj, 2013, pp. 241–254. (angolul)
- Aspecte ale identității de frontieră. Regionalism și geografii identitare în Alsacia interbelică. În : Geografii identitare – identități culturale. Coord. P. Pușcaș, V. Trifescu, S. Molnar, V. Ilyes, Presa Universitară Clujeană, Cluj, 2014, pp. 59–70. (románul)
- În căutarea particularităților naționale și regionale ale artei românilor transilvăneni. Aspecte istoriografice din perioada interbelică. În : Tradiție, identitate, simbol. Profesorului Cornel Tatai-Baltă la 70 de ani. Coord. Valentin Trifescu, Gabriela Rus, Daniel Sabău, Editura Mega, Cluj, 2014, pp. 447–464. (románul)
- Der Garten des Museums l’Œuvre Notre-Dame von Strasbourg : Ort der Erinnerung und der regionalen Identität. În : Buch – Wissen – Identität. Kulturwissenschaftliche Studien. Herausgeber Valer Simion Cosma, Edit Szegedi, Editura Eikon Verlag, Cluj, 2014, pp. 121–129. (németül)
- Sur les origines de la création d’un symbole régional des Roumains de Transylvanie : les églises en bois. In : Text și Discurs Religios, VI, Iași, 2014, pp. 359–369. (franciául)
- Hypostases de l’orientalisme dans la peinture roumaine. Découvrir le Maroc en images. In : Romanian-Moroccan Forms of Manifestation in the European Space. Coord. Viorella Manolache. Editura Institutului de Științe Politice și Relații Internaționale, București, 2014, pp. 223–232. (franciául)
- For a comparative history of Alsace and Transylvania. In : Diacronia. Journal of historical linguistics, I, 1, Iași, 2015, p. 9. (angolul)

## Kulturális intézményépítői tevékenysége
- A Festivalul internațional și Școala de Vară pentru Dialog Intercultural DIVA DEVA. Déva, I-XII (2006-2014) interkulturális fesztivál és Nyári Egyetem alapító tagja és főszervezője
- A Conferința națională Patrimoniu național și identitate locală, Valea Verde(2014), azaz a helyföldrajzi önazonosság tárgykörét elemző országos konferencia alapító tagja és főszervezője
- A Școala de vară pentru dialog intercultural : identitate și alteritate.Kudzsir, 2011-2013 interkulturális szimpózion alapító tagja és főszervezője

## Külső hivatkozások
- Román Akadémia, A Politikatudományok és a Nemzetközi Kapcsolatok Intézete, Bukarest
- Studia Universitatis Babeș-Bolyai
- Arche. Arts, civilisation et histoire de l’Europe  Archiválva 2015. február 4-i dátummal a Wayback Machine-ben (franciául)
- Academia. Edu
- Echinox  (románul)